# Margo Guryan
Margo Guryan (20. září 1937 – 8. listopadu 2021) byla americká zpěvačka a autorka písní.
Narodila se v New Yorku a k hudbě se dostala již v dětství díky svým rodičům, kteří oba hráli na klavír. Již od dětství psala básně, a když začala hrát na klavír, začala psát také písně. Studovala hudbu na Bostonské univerzitě, zprvu hru na klavír, později kompozici. Již v 50. letech podepsala smlouvu s vydavatelstvím Atlantic Records, původně jako hudebnice, ale nakonec se začala věnovat psaní písní pro jiné interprety společnosti. Například její píseň „Moon Ride“ nahrála zpěvačka Chris Connor již v roce 1958, tedy v době, kdy Margo Guryan ještě docházela na univerzitu. Harry Belafonte nahrál její píseň „I'm on My Way to Saturday“ v roce 1962. Zpočátku se věnovala převážně jazzu, často psala texty na existující jazzové skladby.
V polovině 60. let, značně ovlivněná albem Pet Sounds kapely The Beach Boys, začala směřovat více k popu. Její píseň „Think of Rain“ ještě v roce 1967 nahráli Bobby Sherman, Jackie DeShannon a Claudine Longet. Úspěšná byla rovněž píseň „Sunday Morning“, vydaná v prosinci 1967 skupinou Spanky and Our Gang. V následujícím roce ji coby duet nazpívali Glen Campbell a Bobbie Gentry.
V roce 1968 vydala u společnosti Bell Records své jediné vlastní album Take a Picture. Desku odmítala podpořit koncerty, nechtěla, aby jí manažeři diktovali, jak se má oblékat, co má říkat a podobně. Vydavatelství album z toho důvodu téměř nepropagovalo. V následujících letech se nadále věnovala psaní písní pro jiné interprety. Dále učila hru na klavír a psala učebnice. V roce 2001 vyšla kompilace demonahrávek 25 Demos. Roku 2024 vyšla kompilace Words and Music. Na tributním albu Like Someone I Know: A Celebration of Margo Guryan (2024) její písně interpretují Clairo, Empress Of, Margo Price, Frankie Cosmos a další.
Jejím prvním manželem byl jazzový pozounista Bob Brookmeyer, později byla vdaná za Davida Rosnera. Zemřela v Los Angeles ve věku 84 let.